# Ľadová jaskyňa v Šípe
Ľadová jaskyňa v Šípe (też jako Jaskyňa v Šípe pri Žaškove) – niewielka jaskinia krasowa w północnych stokach masywu Šípu w północnej Słowacji. Znajduje się w granicach wsi Žaškov w powiecie Dolny Kubin.
Otwór wejściowy w stromym fragmencie zbocza na wysokości 700 m n.p.m., nieco poniżej dolnej granicy rezerwatu przyrody Šíp. Długość korytarzy wynosi 29 m, głębokość 20 m. Jaskinia ma rozwinięcie głównie pionowe. Została zmapowana w latach 1967-68 przez J. Brodňanského, który wskazał, że zalodzenia mogą utrzymywać się w jej najniższych, ślepych partiach. W pobliżu otworu wejściowego szereg niewielki lejów krasowych, w których śnieg i firn utrzymują się długo do lata.